# Vic Vergeat
Vittorio Vergeat, dit Vic Vergeat, né à Domodossola le 15 mai 1951 et mort le 1er novembre 2023 dans la même commune, est un guitariste, auteur-compositeur et producteur de disques italien.

## Biographie
Vic Vergeat fait ses débuts très jeune avec les Piémontais the Black Birds, auteurs d'un single à succès en 1966, Dolce Delilah.
Il s'installe ensuite à Londres où il collabore avec Hawkwind, puis rejoint Toad, un groupe de hard rock suisse avec lequel il enregistre quelques disques au début des années 70, dont l'album Tomorrow Blue.
Après avoir quitté le groupe, il s'installe aux États-Unis où il enregistre un album sous le nom de Vic Vergat Band avec la production de Dieter Dierks (Scorpions). Au début des années 80, il forme The Bank, un groupe AOR suisse.

## Discographie
Avec les Black Birds
- 1967 - Dolce Delilah/Torna verso il sole (45 giri - Durium)

Avec Toad
- 1971 - Toad
- 1972 - Tomorrow Blue
- 1975 - Dreams
- 1993 - Hate to Hate

Vic Vergat band
- 1981 - Down to the Bone (EMI Harvest)/(Capitol)

The Bank
- 1985 - Victims of a Mistery (Phonag)
- 1986 - Stop AIDS (K-Tel)

Avec Marc Storace
- 1992 - Blue (a nome Blue)
- 1998 - When A Man... (BMG)

Avec David Hasselhoff
- 1993 - Pingu Hits (BMG)

Vic Vergeat band
- 2002 - No Compromise!
- 2002 - Comet Records All Stars - Live at the Torrita Blues Festival 2002
- 2006 - Live at Music Village (Cramps)